# Districtul Liptovský Mikuláš
Districtul Liptovský Mikuláš este un teritoriu administrativ din Slovacia centrală cu 73.549 de locuitori și o suprafață de 1.323 km². Teritoriul se află în mare parte în regiunea istorică liptov, fostul comitat ungar Liptó. El are două orașe Liptovský Hrádok (Liptau-Hradek),Liptovský Mikuláš (Sankt Nikolaus in der Liptau) și 54 de comune.

## Demografie
| An:                | 1994   | 2004   | 2014   | 2024   |
| ------------------ | ------ | ------ | ------ | ------ |
| Număr de persoane: | 74.566 | 73.549 | 72.513 | 71.186 |
| Diferență:         |        | −1,36% | −1,40% | −1,83% |

| An:                | 2023   | 2024   |
| ------------------ | ------ | ------ |
| Număr de persoane: | 71.405 | 71.186 |
| Diferență:         |        | −0,30% |

## Comune
- Beňadiková
- Bobrovček
- Bobrovec
- Bobrovník
- Bukovina
- Demänovská Dolina
- Dúbrava
- Galovany
- Gôtovany
- Huty
- Hybe (Geib)
- Ižipovce
- Jakubovany
- Jalovec
- Jamník
- Konská
- Kráľova Lehota
- Kvačany
- Lazisko
- Liptovská Anna
- Liptovská Kokava
- Liptovská Porúbka
- Liptovská Sielnica
- Liptovské Beharovce (Beharz)
- Liptovské Kľačany
- Liptovské Matiašovce
- Liptovský Ján (Sankt Johann in der Liptau)
- Liptovský Ondrej (Andreasdorf)
- Liptovský Peter
- Liptovský Trnovec
- Ľubeľa
- Malatíny
- Malé Borové
- Malužiná
- Nižná Boca (Unterbotzau)
- Partizánska Ľupča (Deutschliptsch)

| width="300pt"; valign="top" |
- Pavčina Lehota
- Pavlova Ves
- Podtureň
- Pribylina
- Prosiek
- Smrečany
- Svätý Kríž
- Trstené
- Uhorská Ves (Ungereiden)
- Vavrišovo
- Važec (Waagsdorf/Weißwaag)
- Veľké Borové
- Veterná Poruba
- Vlachy
- Východná
- Vyšná Boca (Oberbotza)
- Závažná Poruba
- Žiar